# Park West Gallery
Die Park West Gallery ist eine 1969 von Albert Scaglione gegründete, in Southfield, Michigan  ansässige kommerzielle Kunstgalerie, die hauptsächlich auf Kreuzfahrtschiffen verkauft.
Das Unternehmen begann 1993 mit seinen Auktionen auf Schiffen, die heute etwa die Hälfte des von der Firma bekanntgegebenen Umsatzes von 300 bis 400 Millionen Dollar ausmachen. Diese Einnahmen werden durch den Verkauf von etwa 300.000 Kunstobjekten pro Jahr realisiert.
Vertragspartner sind unter anderem die Norwegian Cruise Line, Carnival Cruise Lines und Royal Caribbean Cruises. Park West proklamiert sich als umsatzgrößter Kunsthändler der Welt. In den letzten Jahren ist es  verstärkt zu Beschwerden und Prozessen von Kunden gekommen, die überhöhte Preise und Irreführung der Käufer behaupten.